# Punk Singles & Rarities 1980-83
Punk Singles and Rarities è una raccolta della band hardcore punk The Exploited pubblicata     nel 2001.

## Tracce
1. Daily News
2. I Still Believe In Anarchy
3. Army Life
4. Fuck The Mods
5. Crashed Out
6. Exploited Barmy Army
7. I Believe In Anarchy
8. What You Gonna Do
9. Sex And Violence
10. Exploited Barmy Army
11. Daily News
12. Dogs Of War
13. Blown To Bits
14. Dead Cities
15. Hitler's In The Charts Again
16. Class War
17. SPG
18. Cop Cars
19. Attack
20. Alternative
21. YOP
22. Troops Of Tomorrow
23. Computers Don't Blunder
24. Addiction
25. Rival Leaders
26. Army Style
27. Singalongabushell

## Formazione
La formazione sotto riportata è quella risalente alla data di uscita dell'album.
- Wattie Buchan - voce
- Robbie Davidson - chitarra
- Irish Bob - basso
- Willie Buchan - batteria